# Next Is the E
Next is the E è un brano del musicista statunitense Moby, estratto come terzo singolo dal suo omonimo album e pubblicato nel 1992. Non è riuscito a entrare nelle classifiche britanniche e nella ''Billboard'' Hot 100, però si è posizionato al numero 8 nella Billboard Hot Dance Music/Club Play.
Un suo remix, dal titolo I Feel It, è stato successivamente pubblicato come doppio singolo dal titolo I Feel It/Thousand.

## Tracce
Tutti i brani sono stati composti, eseguiti e prodotti da Richard Melville Hall.
1. Next is the E (Edit)
2. Next is the E (Victory Mix)
3. Next is the E (Synth Mix)
4. Next is the E (Mix Cool World)
5. Thousand